# Yvonne Brill
Yvonne Madelaine Brill (född Claeys) född 30 december 1924, död 27 mars 2013, var en kanadensisk-amerikansk ingenjör inom farkostteknik mest känd för sin utveckling av raketframdrivningsteknik. Under sin karriär var hon involverad i ett brett spektrum av nationella rymdprogram i USA, bland annat NASA och International Maritime Satellite Organization.

## Tidiga liv
Yvonne Madelaine Claeys föddes i Winnipeg, Manitoba i Canada. Hennes föräldrar var invandrare från Belgien. Hon gick på University of Manitoba, men var förhindrad att studera teknik på grund av sitt kön, hon studerade istället kemi och matematik.

## Karriär
Brills arbete med satellit-drivsystem har resulterat i ett antal viktiga händelser. Hon utvecklade ett koncept för en ny raketmotor, hydrazin resistojet, hon föreslog även användandet av ett enda drivmedel på grund av värdet och enkelheten det skulle innebära. Hennes uppfinning resulterade inte bara i högre motorprestanda, utan också i ökad tillförlitlighet av framdrivningssystem. Minskningen av drivmedel som detta medförde ledde i sin tur till en ökad nyttolastkapacitet eller utökad uppdragslängd.
Som en följd av sina innovativa koncept för satellit-drivsystem och banbrytande tekniska lösningar, skaffade Brill sig ett internationellt rykte som en pionjär inom rymdutforskning. Brill uppfann hydrazin resistojet framdrivningssystem 1967, som hon innehar U.S. Patent No. 3,807,657 för. Uppfinningen blev standard inom branschen, och har lett till miljontals dollar i ökade intäkter för satellitägare.
Brill har bidragit till drivsystemet för TIROS och den första vädersatelliten Nova. Hon har också bidragit till en serie av raketer som användes i de amerikanska månuppdragen: Explorer 32, som var den första satelliten gjord för den övre atmosfären, samt Mars Observer, som 1992 nästan gick in i Mars omloppsbana innan satelliten förlorade kommunikation med jorden.

## Priser och utmärkelser
Brill tilldelades AIAA Wyld Framdrivning Award (2002) och den Amerikanska Association of Engineering Societies John Fritz Medalj (2009). 1980 fick hon Diamond Superwoman award av Harper's Bazaar och DeBeers Corporation för att hon återvände till en framgångsrik karriär efter att ha bildat familj. Hon belönades med NASA Framstående Public Service-Medalj 2001. President Barack Obama överlämnade National Medal of Technology and Innovation till henne 2011.
Hon blev invald i National Academy of Engineering 1987. Hon fick Achievement Award, den högsta utmärkelsen från Society of Women Engineers (SWE), 1986 och utnämndes till årets SWE 1985. The Yvonne C. Brill Lectureship of the American Institute of Aeronautics and Astronautics (AIAA) är namngivna till hennes ära och presenteras årligen.

## Död
Yvonne Brill var länge bosatt i Skillman i Montgomery Township i delstaten New Jersey. Hon dog i komplikationer av bröstcancer i Princeton, New Jersey. En dödsruna över hennes liv publicerades den 30 mars 2013 i New York Times och började: "Hon gjorde en briljant biff stroganoff, följde sin man från jobb till jobb och tog åtta år ledigt från jobbet för att uppfostra tre barn". Dödsrunan blev starkt kritiserad för att inleda och fokusera på Brills kön och familjeliv, istället för hennes vetenskapliga framgångar och karriär och citerades som ett exempel på en artikel som inte klarar Finkbeiner test.' The Times redigerade dödsrunan och tog bort kommentaren gällande hennes matlagning och bytte inledningen av artikeln.